# ジェイソン・バトラー・ハーナー
ジェイソン・バトラー・ハーナー（Jason Butler Harner, 1970年10月9日 - ）は、アメリカ合衆国の俳優。

## 来歴
1970年、ニューヨーク州のエルマイラに生まれる。その後、バージニア州で育ち、地元の高校を卒業。高校在学時に演劇を始め、高校卒業後はワシントンD.C.に渡り、劇場のバイトとして働き始めるが、後に地元へ戻り、バージニア・コモンウェルス大学とニューヨークなどで演劇を学んだ。
2000年に『Trifling with Fate （原題）』で映画デビューを果たし、2006年にはロバート・デ・ニーロが監督した『グッド・シェパード』へも出演。2008年に出演したクリント・イーストウッド監督でアンジェリーナ・ジョリー主演の実話を基にしたドラマ映画『チェンジリング』では、1920年代後半に連続少年誘拐殺人事件の犯人として知られる殺人鬼ゴードン・ノースコットを不気味に演じて印象を残した。その後も『レイ・ドノヴァン ザ・フィクサー』や『スキャンダル 託された秘密』などのテレビシリーズ等へも出演してキャリアを積んでいる。2010年にはイギリスの舞台にも立ち、舞台俳優としての地位も確立した。

## 出演作品

### 映画
| 公開年 | 邦題 原題                                                         | 役名                            | 備考           |
| ------ | ----------------------------------------------------------------- | ------------------------------- | -------------- |
| 2006   | グッド・シェパード The Good Shepherd                              | Teletype Communications Officer |                |
| 2007   | NEXT -ネクスト- Next                                              | ジェフ・ベインズ                |                |
| 2008   | チェンジリング Changeling                                         | ゴードン・ノースコット          |                |
| 2009   | サブウェイ123 激突 The Taking of Pelham 123                       | トーマス                        |                |
| 2011   | キル・ザ・ギャング 36回の爆破でも死ななかった男 Kill the Irishman | アート・スネパーガー            | 日本劇場未公開 |
| 2014   | フライト・ゲーム Non-Stop                                         | カイル・ライス                  |                |
| 2015   | ブラックハット Blackhat                                           | ジョージ・レインカー            |                |
| 2015   | ファング一家の奇想天外な秘密 The Family Fang                      | 若い頃のケイレブ                | 日本劇場未公開 |

### テレビ
| 放映年    | 邦題 原題                                                  | 役名                                | 備考                                            |
| --------- | ---------------------------------------------------------- | ----------------------------------- | ----------------------------------------------- |
| 2000      | ガイディング・ライト Guiding Light                         | Palace aide                         | 2000年5月19日放送回                             |
| 2002      | LAW & ORDER:犯罪心理捜査班 Law & Order: Criminal Intent    | ボブ                                | シーズン1第16話「幸せな共犯者」                 |
| 2002      | ロー&オーダー Law & Order                                  | バーナード・ノア                    | シーズン13第1話「隠れみの」                     |
| 2006      | LAW & ORDER:性犯罪特捜班 Law & Order: Special Victims Unit | グレッグ・ハートリー                | シーズン8第2話「幼なすぎる少女」                |
| 2006      | クローザー The Closer                                      | サミー・ローリー                    | シーズン2第10話「守るべき家族」                 |
| 2008      | ジョン・アダムズ John Adams                                | オリヴァー・ウォルコット            | ミニシリーズ                                    |
| 2008      | FRINGE/フリンジ Fringe                                     | Steig Brothers                      | シーズン1第1話「フライト627」                   |
| 2009      | グッド・ワイフ The Good Wife                               | ウィリアム・エリクソン              | シーズン1第2話「正義のかたち」                  |
| 2009      | ロー&オーダー Law & Order                                  | ネイサン・リーヴス                  | シーズン19第14話「主の再臨」                    |
| 2009      | マーシー・ホスピタル Mercy                                 | ウォーリー                          | シーズン3第3話「Hope You're Good, Smiley Face」 |
| 2010      | CSI:科学捜査班 CSI: Crime Scene Investigation              | ダニエル・ムーア                    | シーズン11第10話「アンバーアラート」            |
| 2011      | CHASE/逃亡者を追え! Chase                                  | デビッド・ボットナー                | 第15話「7年後」                                 |
| 2012      | ALCATRAZ/アルカトラズ Alcatraz                             | E・B・ティラー                      | 計10話出演                                      |
| 2012      | ニュースルーム The Newsroom                                | ルイス                              | シーズン1第1話「アンカーの決断」                |
| 2013      | HOMELAND Homeland                                          | ポール・フランクリン                | 計3話出演                                       |
| 2013      | 裏切りの二重奏 Betrayal                                    | ザレク                              | 計4話出演                                       |
| 2014      | THE BLACKLIST/ブラックリスト The Blacklist                 | ウォルター・ゲイリー・マーティン    | 計4話出演                                       |
| 2015      | スキャンダル 託された秘密 Scandal                          | イアン・マクロード / イアン・ウッズ | 計3話出演                                       |
| 2015      | レイ・ドノヴァン ザ・フィクサー Ray Donovan                | ヴァリック・シュトラウス            | 計7話出演                                       |
| 2016      | COLONY/コロニー Colony                                     | デイヴィッド                        | シーズン1第1話「新しい仕事」 Netflixで配信      |
| 2017      | エレメンタリー ホームズ&ワトソン in NY Elementary          | バラード・クリフトン                | シーズン5第20話「種のないトリック」             |
| 2017      | THIS IS US/ディス・イズ・アス This Is Us                   | AA Speaker                          | シーズン2第2話「二度目の挑戦」                  |
| 2017-2018 | オザークへようこそ Ozark                                   | ロイ・ペティ                        | 計20話出演 Netflixで配信                        |
| 2022      | ウォーキング・デッド The Walking Dead                      | トビー・カールソン                  | 計2話出演                                       |
| 2022      | ハンドメイズ・テイル/侍女の物語 The Handmaid's Tale        | マッケンジー司令官                  | 計3話出演                                       |
| 2023      | ラビット・ホール/指名手配のスパイ Rabbit Hole              | マイルズ・ヴァランス                | 計5話出演                                       |
| 2024      | Sugar                                                      | ヘンリー                            |                                                 |